# Малон, Джо
Джо Мало́н (Джоанна Лесли Малоун, англ. Joanne Lesley Malone, командор Ордена Британской империи, род. 5 ноября 1963) — британская предпринимательница и парфюмер, основательница парфюмерных брендов Jo Malone London и Jo Loves.

## Биография
Родилась 5 ноября 1963 года в небогатой семье. Мать её работала косметологом, отец работал архитектором, но потом потерял работу и стал вольным художником. Выросла Джо Малон в Бекслихите. У неё была тяжёлая форма дислексии, а в 13 лет она бросила школу, чтобы ухаживать за матерью, у которой случился инсульт. Не получив образования, подрабатывала флористом, курьером, продавщицей, в свободное время создавая косметику и парфюмы для себя и друзей.
В 2003 году у Джо Малон была диагностирована агрессивная форма рака молочной железы, и после года лечения её рак перешёл в стадию ремиссии.
Выступала против Брексита
Замужем за Гэрри Уилкоксом, у них есть сын Джошуа.
Выпустила автобиографическую книгу «Моя история».

## Карьера
Первым коммерчески успешным ароматом, созданным Джо Малон, стал «Lime Basil & Mandarin». Она основала свою компанию Jo Malone London в 1991 году. В 1994 году на Уолтон-стрит в Лондоне открылся первый фирменный магазин-бутик этой марки. Несмотря на высокие цены, концепцией бренда стали «максимально простые ароматы, лишённые сложной пирамиды нот», что подчёркивала строгая, почти «аптечная» упаковка. Чтобы популяризировать свой бренд, Малон попросила друзей прогуливаться с фирменными пакетами Jo Malone London по нью-йоркским улицам перед витринами модных и популярных магазинов.
В 1999 году продала компанию корпорации Estée Lauder, окончательная сумма сделки не разглашалась. Условием сделки был запрет на работу (на себя или на конкурентов) в парфюмерном бизнесе на 5 лет. До 2003 года также сотрудничала с Estée Lauder, создавая новые ароматы для бренда Jo Malone London. Но из-за болезни и лечения Малон долгое время не могла различать запахи так же тонко, как прежде.
В 2011 году вместе с мужем основала новую компанию — Jo Loves. Сотрудничала с корпорацией Inditex для бренда Zara.
В 2006 году британская «Ассоциация женщин-глав косметических компаний» (Cosmetic Executive Women) назвала Джо Малон в числе самых влиятельных людей в косметической индустрии.
В 2008 году британская королева наградила Джо Малон званием кавалера Ордена Британской империи, а в 2018 — званием командора.